# 제시카 반
제시카 반(Jessika Van, 1985년 5월 23일 ~ )은 미국의 배우, 텔레비전 배우, 영화배우, 성우이다.
로스앤젤레스에서 태어났다.

## 방송
- 러시 아워
- 메신저스
- 어쿼드 시즌3
- 어쿼드 시즌2

## 영화
- 러시 아워 (2016년)
- 서울 캠프 1986 (2015년) - 그레이스 박 역
- 커멘스먼트 (2013년)
- 사케-밤 (2013년)
- 페이퍼 로터스 (2013년)
- 어쿼드 시즌3 (2013년)
- 어쿼드 시즌2 (2012년)
- 리유니언 (2011년) - 한나 역